# Anomis albipunctillum
Anomis albipunctillum là một loài bướm đêm trong họ Erebidae.